# Pleurites
Pleurites es un género de foraminífero bentónico de estatus incierto, aunque considerado un sinónimo posterior de Virgulina y en consecuencia de Fursenkoina de la familia Fursenkoinidae, de la superfamilia Fursenkoinoidea, del suborden Buliminina y del orden Buliminida. Su especie tipo es Pleurites cretae. Su rango cronoestratigráfico abarca el Holoceno.

## Discusión
Clasificaciones previas incluían Pleurites en el suborden Rotaliina del orden Rotaliida.

## Clasificación
Pleurites incluye a la siguiente especie:
- Pleurites americanus
- Pleurites calciparus
- Pleurites cretae
- Pleurites turgens
- Pleurites turgidus